# Un jardin public
Pour plus de détails, voir Fiche technique et Distribution.
Un jardin public est un court métrage français réalisé par Paul Paviot et sorti en 1955.

## Fiche technique
- Titre : Un jardin public
- Réalisation : Paul Paviot
- Assistant réalisateur : Jacques Bourdon
- Scénario : Paul Paviot
- Photographie : Marc Fossard
- Décors : André Guérin
- Son : René Renault
- Musique : Jean Prodromidès
- Montage : Francine Grubert
- Production : Contact Organisation - Pavox Films - Radio-Télévision Française (RTF)
- Pays d'origine :  France
- Durée : 17 minutes
- Date de sortie : France - 26 octobre 1955

## Distribution
- Marcel Marceau
- Pierre Verry[1]
- Michel Marceau